# Österreichische Rallye-Staatsmeisterschaft 2004

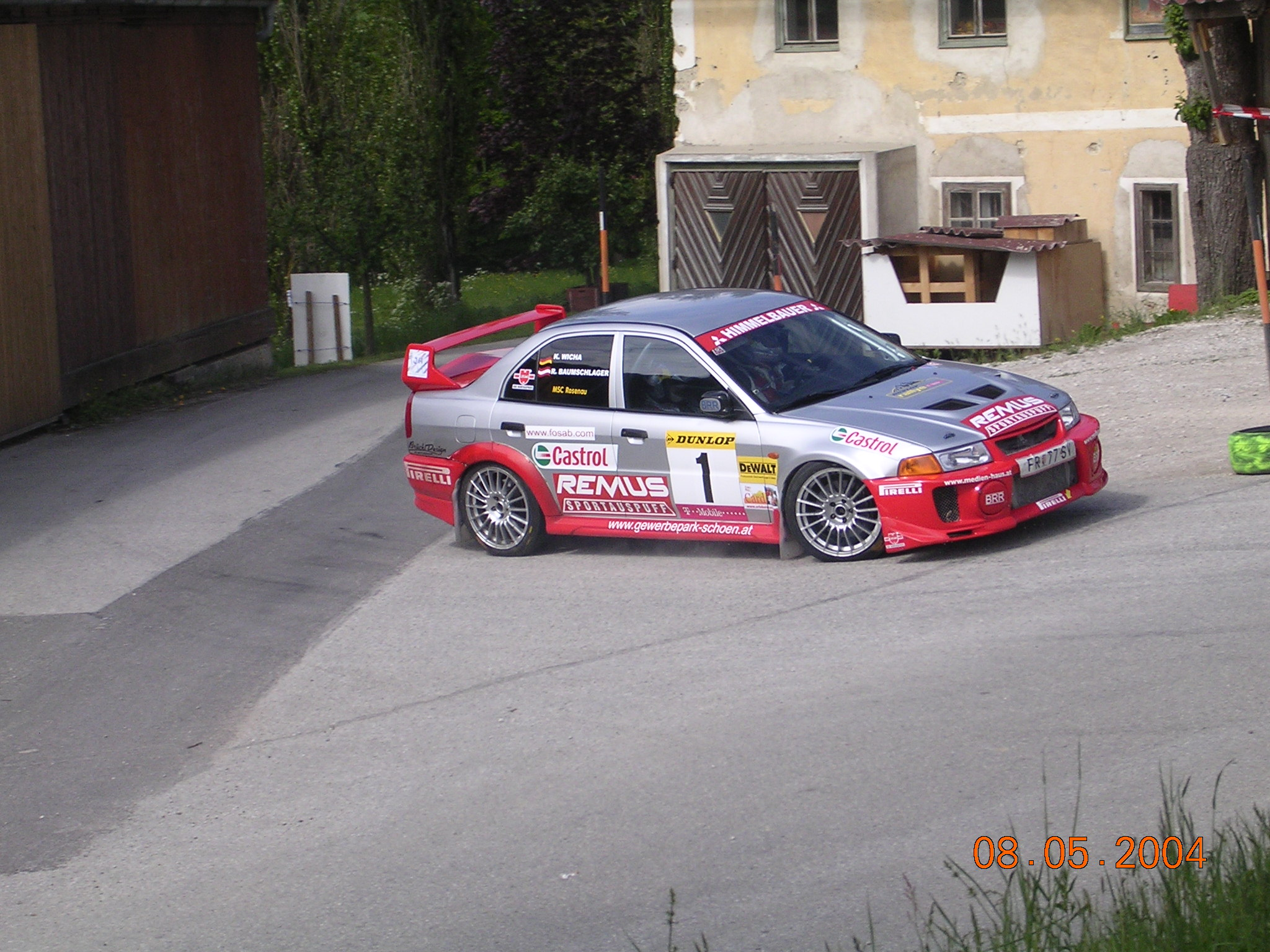
Mitsubishi Lancer Evo V von Raimund Baumschlager

Die Österreichische Rallye-Staatsmeisterschaft 2004 wurde in der Zeit vom 8. Jänner bis zum 30. Oktober 2004 im Rahmen von sieben Wertungsläufen ausgetragen. Geplant waren ursprünglich acht Wertungsläufe, jedoch wurde die Aspang Rallye abgesagt. Meister wurde Raimund Baumschlager.

## Ergebnisse
| Rallye                                         | Platz | Fahrer               | Fahrzeug                  | Gesamtzeit   |
| ---------------------------------------------- | ----- | -------------------- | ------------------------- | ------------ |
| IQ Jänner-Rallye 8.–10. Jänner 2004            | 1.    | Raimund Baumschlager | Mitsubishi Lancer Evo V   | 3:01:56,6 h  |
| IQ Jänner-Rallye 8.–10. Jänner 2004            | 2.    | Jan Kopecký          | Škoda Fabia WRC           | + 1:14,5 min |
| IQ Jänner-Rallye 8.–10. Jänner 2004            | 3.    | Václav Pech          | Ford Focus WRC            | + 3:56 min   |
|                                                |       |                      |                           |              |
| Pirelli Lavanttal Rallye 2.–3. April 2004      | 1.    | Raimund Baumschlager | Mitsubishi Lancer Evo V   | 2:05:47,8 h  |
| Pirelli Lavanttal Rallye 2.–3. April 2004      | 2.    | Beppo Harrach        | Mitsubishi Lancer Evo VI  | + 29,6 s     |
| Pirelli Lavanttal Rallye 2.–3. April 2004      | 3.    | Martin Zellhofer     | Mitsubishi Lancer Evo VI  | + 1:47,7 min |
|                                                |       |                      |                           |              |
| Dunlop Pyhrn Eisenwurzen Rallye 6.–8. Mai 2004 | 1.    | Claudio de Cecco     | Peugeot 206 WRC           | 1:24:46,6 h  |
| Dunlop Pyhrn Eisenwurzen Rallye 6.–8. Mai 2004 | 2.    | Raimund Baumschlager | Mitsubishi Lancer Evo V   | + 10 s       |
| Dunlop Pyhrn Eisenwurzen Rallye 6.–8. Mai 2004 | 3.    | Andreas Waldherr     | VW Golf IV Kit Car        | + 13,7 s     |
|                                                |       |                      |                           |              |
| Bosch Super plus Rallye 21.–22. Mai 2004       | 1.    | Raimund Baumschlager | Mitsubishi Lancer Evo V   | 1:48:52,4 h  |
| Bosch Super plus Rallye 21.–22. Mai 2004       | 2.    | Beppo Harrach        | Mitsubishi Lancer Evo VI  | + 48,1 s     |
| Bosch Super plus Rallye 21.–22. Mai 2004       | 3.    | Martin Zellhofer     | Mitsubishi Lancer Evo VI  | + 2:15,5 min |
|                                                |       |                      |                           |              |
| Castrol Rallye 18.–19. Juni 2004               | 1.    | Beppo Harrach        | Mitsubishi Lancer Evo VI  | 2:13:56,8 h  |
| Castrol Rallye 18.–19. Juni 2004               | 2.    | Manfred Stohl        | Mitsubishi Lancer Evo VII | + 25,9 s     |
| Castrol Rallye 18.–19. Juni 2004               | 3.    | Ruben Zeltner        | Mitsubishi Lancer Evo VII | + 41,1 s     |
|                                                |       |                      |                           |              |
| ARBÖ Rallye Steiermark 8.–9. Oktober 2004      | 1.    | Raimund Baumschlager | Mitsubishi Lancer Evo V   | 1:39:37,4 h  |
| ARBÖ Rallye Steiermark 8.–9. Oktober 2004      | 2.    | Achim Mörtl          | Mitsubishi Lancer Evo VI  | + 1:59,4 min |
| ARBÖ Rallye Steiermark 8.–9. Oktober 2004      | 3.    | Hermann Gassner sen. | Mitsubishi Lancer Evo VII | + 1:59,7 min |
|                                                |       |                      |                           |              |
| OMV Rallye Waldviertel 29.–30. Oktober 2004    | 1.    | Balázs Benik         | Ford Focus WRC            | 2:18:03,3 h  |
| OMV Rallye Waldviertel 29.–30. Oktober 2004    | 2.    | Štěpán Vojtěch       | Peugeot 206 WRC           | + 2:21,1 min |
| OMV Rallye Waldviertel 29.–30. Oktober 2004    | 3.    | Beppo Harrach        | Mitsubishi Lancer Evo VI  | + 2:49,3 min |

## Wertungen

### Fahrerwertung Division I
In der Division I wurden Fahrer mit Fahrzeugen der Gruppe A gewertet.
| Platz | Fahrer               | Punkte |
| ----- | -------------------- | ------ |
| 1.    | Raimund Baumschlager | 68     |
| 2.    | Beppo Harrach        | 48     |
| 3.    | Mario Saibel         | 34     |
|       | Johann Holzmüller    | 34     |
| 5.    | Ruben Zeltner        | 26     |
| 6.    | Andreas Waldherr     | 23     |
| 7.    | Gottfried Kogler     | 15     |
| 8.    | Balázs Benik         | 12     |
| 9.    | Arnold Heitzer       | 11     |
| 10.   | Štěpán Vojtěch       | 10     |
|       | Jan Kopecký          | 10     |
|       | Walter Kovar         | 10     |

| Platz | Fahrer            | Punkte |
| ----- | ----------------- | ------ |
|       | Waldemar Benedict | 10     |
| 14.   | Václav Pech       | 8      |
|       | Josef Schrott     | 8      |
| 16.   | Tomáš Enge        | 7      |
|       | Claudio de Cecco  | 7      |
| 18.   | Jozef Béreš jun.  | 6      |
|       | Alfred Leitner    | 6      |
| 20.   | Christoph Weber   | 5      |
|       | Emil Triner       | 5      |
|       | Kurt Adam         | 5      |
|       | Kurt Jabornig     | 5      |
| 24.   | Martin Prokop     | 4      |

| Platz | Fahrer             | Punkte |
| ----- | ------------------ | ------ |
|       | Michael Hofer      | 4      |
|       | Fritz Waldherr     | 4      |
|       | Alois Handler      | 4      |
| 28.   | Bernhard Jahn      | 3      |
|       | Heinz Andlinger    | 3      |
|       | Erich Althuber     | 3      |
| 31.   | Gerhard Haidinger  | 2      |
|       | Wolfgang Franek    | 2      |
| 33.   | Peter Brandstätter | 1      |
|       | Thomas Regner      | 1      |
|       | Markus Jaitz       | 1      |
|       | Wilfried Ohrfandl  | 1      |